# عفاف مصطفى
عفاف مصطفى (17 نوفمبر 1960 -)، ممثلة مصرية.

## حياتها
ولدت في الإسكندرية، بدأت العمل الفني كممثلة بأدوار صغيرة منذ عام 1982 ببعض الأفلام والمسلسلات، توقفت لفترة عن المجال الفني ثم عادت بعد فترة بقوة حيث قدمت بالتمثيل بعدد كبير الأعمال الفنية ومازالت ، وهي متزوجة ومن أبناءها الممثلة ياسمين رحمي.

## أعمالها

### من المسلسلات
- العراف.
- القاصرات.
- مزاج الخير.
- العقرب.
- الشك.
- كاريوكا.
- عرفة البحر.
- الخفافيش.
- نابليون والمحروسة.
- طيري يا طيارة.
- حكايات بنات.
- أخت تريز.
- البلطجي.
- مع سبق الأصرار.
- النار والطين.
- في غمضة عين.
- فونيس والعباد وأحوال البلاد.
- ففض اشتباك.
- الهروب.
- نور مريم.
- نونة المأذونة.
- مسألة كرامة.
- الحارة.
- ملكة في المنفى.
- سقوط الخلافة.
- بره الدنيا.
- قصة حب.
- ونيس وأيامه.
- منتهى العشق.
- سي عمر وليلي افندي.
- عايزة أتجوز.
- حرب الجواسيس.
- خاص جدا.
- حقي برقبتي.
- الباطنية.
- وعد و مش مكتوب.
- وتر مشدود.
- أيام الرعب والحب.
- في ايد امينة.
- نسيم الروح.
- جرن الشاويش.
- رجل غني فقير جداً.
- إمرأة في شق الثعبان.
- الإمام الشافعي.
- حكايات المدندش.
- من أطلق الرصاص علي هند علام.
- أزهار.
- نادي القلوب الجريحة.
- قلب إمرأة.
- قضية نسب.
- آن الأوان.
- حياتي أنت.
- أولاد الشوارع.
- الإمام المراغي.
- اللى اختشوا ماتو.
- ريا وسكينة.
- أماكن في القلب.
- لقاء ع الهوا.
- زهور شتويه.
- أحلامنا الحلوة.
- طائر الحب.
- الدم والنار.
- أهل الرحمة.
- إمرأة من نار.
- حبيبى الذي لا أعرفه.
- لا اله الا الله - الجزء الرابع.
- رأفت الهجان.
- محمد رسول الله - الجزء الخامس.
- الرجل والحصان.

### من الأفلام
- ساعة ونص.
- ركلام.
- كف القمر.
- صرخة نملة.
- بنتين من مصر.
- تلك الأيام.
- عصافير النيل.
- كلمني شكرا.
- عايشين اللحظة.
- واحد صفر.
- بدل فاقد.
- الفرح.
- الغابة.
- عصابة الدكتور عمر.
- عمارة يعقوبيان.
- حريم كريم.
- فتح عينيك.
- علي سبايسي.
- تيتو.
- رجال بلا ثمن.
- ذكريات وندم.
- المزيكاتي.
- المشاغب ستة.
- يوميات امرأة عصرية.
- احترس عصابة النساء.

## روابط خارجية
- عفاف مصطفى على موقع الدهليز
- عفاف مصطفى على موقع قاعدة بيانات الأفلام العربية